# Abús de temperatura

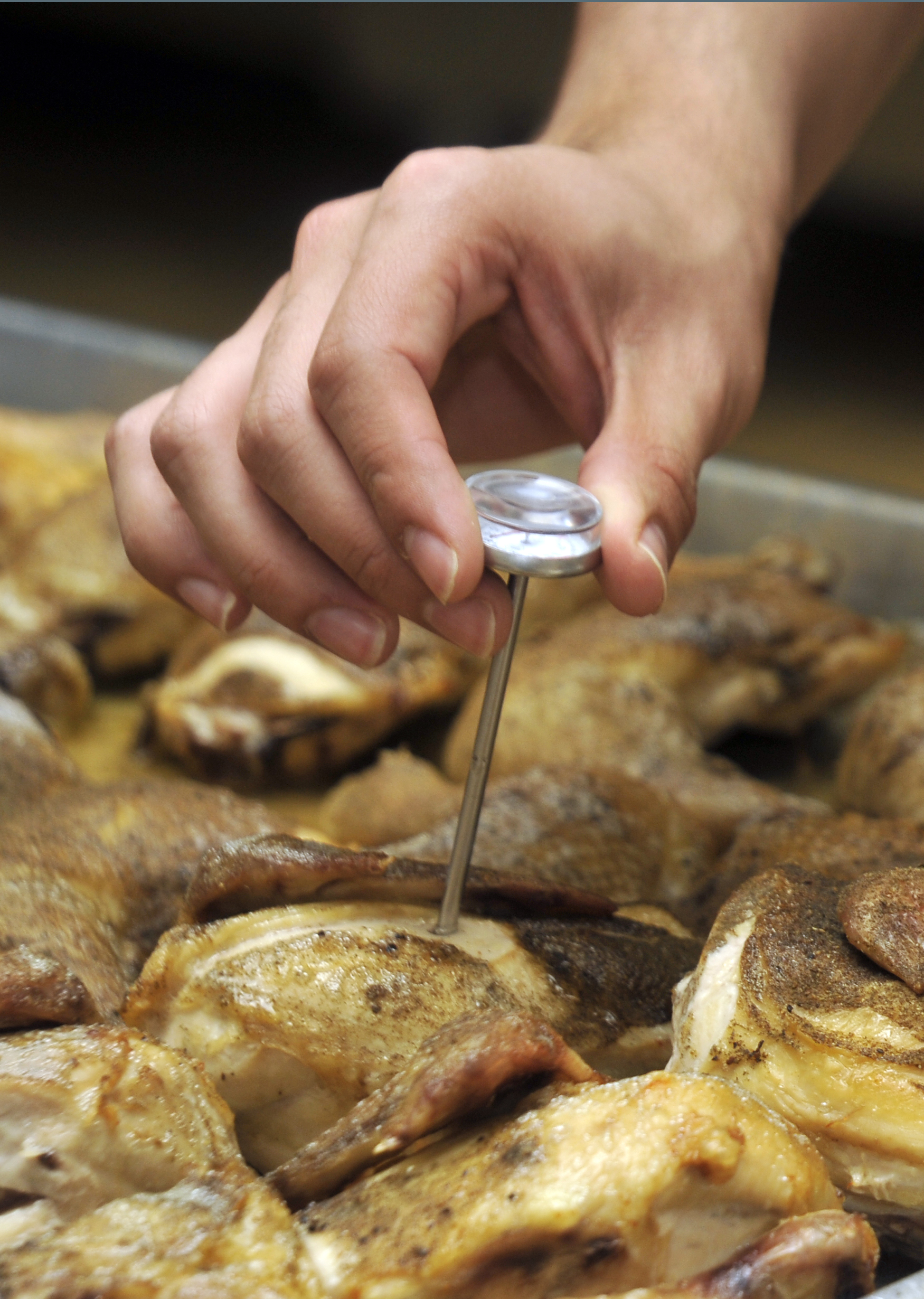
Mesura de la temperatura d'un pollastre rostit.

L'abús de temperatura, en l’àmbit de l'alimentació, és la preservació de les viandes en l'interval de temperatures que afavoreixen el creixement microbià. Es tracta d'una deficiència que pot comportar problemes de salut pública, malbaratament alimentari i la pèrdua de confiança dels consumidors. Típicament, els valors inclosos en aquesta condició oscil·len entre els 4 (o 5) i els 60 graus Celsius durant un període excessiu i per sobre d’un pH àcid de 4,6.
En el cas dels aliments precuinats o carns d'escorxador, que són susceptibles a romandre a temperatura ambient, és necessari que al llarg de la seva cadena de processament passin el mínim temps possible en l'interval de valors de risc que suposa l’abús de temperatura. D’aquesta manera, s'eviten o minimitzen les conseqüències de creixement microbiològic i futures toxiinfeccions alimentàries. Els tres microorganismes més comuns relacionats amb l’abús de temperatura són Bacillus cereus, Staphylococcus aureus i Clostridium perfringens.
D’entre els diversos mètodes per tal de determinar l’abús de temperatura, hi ha els recomptes de plaques psicrotròpiques (amb diversos dies de durada), la detecció de microorganismes indicadors, l’ús de medis de cultiu selectius o fins i tot tècniques elèctriques com la mesura de la impedància.